# Касаткин, Борис Сергеевич
Бори́с Серге́евич Каса́ткин (укр. Борис Сергійович Касаткін; 1919—1993) — советский и украинский учёный, доктор технических наук (1962), профессор (1963), член-корреспондент Академии наук Украинской ССР (1976).
Автор более 350 научных работ по вопросам тонкой структуры, механизма деформирования и разрушения металлов и полимеров, разработки сварочных материалов, технологии сварки сталей, новых марок стали для сварных конструкций, изучения свариваемости различных сталей и физико-механических свойств сварных соединений. Также автор более 55 изобретений и патентов.

## Биография

Могила на Байковом кладбище

Родился 1 ноября 1919 года в Томске.
В 1944 году окончил Уральский политехнический институт (ныне Уральский государственный технический университет). С 1945 года работал в Институте электросварки имени Е. О. Патона Академии наук УССР. Его научно-исследовательская работа началась под руководством Евгения Оскаровича Патона, который доверил молодому сотруднику решение задачи по созданию специальной марки стали для изготовления одного из первых в мире крупных цельносварных мостов, которому впоследствии было присвоено имя Е. О. Патона. Поставленная задача Борисом Касаткиным была успешно решена, а результаты научно-исследовательских работ по данной теме легли в основу его кандидатской диссертации (1947). В 1951 году Касаткин был избран ученым секретарем института.
В 1953—1993 годах он был заведующим отдела конструкционной прочности сварных соединений из сталей повышенной прочности; одновременно в 1969—1973 годах заведовал кафедрой сварочного производства в Киевском политехническом институте. В 1962 году защитил докторскую диссертацию на тему «Микромеханизм хрупкого разрушения малоуглеродистой стали». Был членом КПСС с 1953 года. За период с 1954 по 1985 год из руководимого Касаткиным отдела выделилось более десяти ведущих самостоятельных отделов института. Существенный вклад он также внес в подготовку научных кадров в области сварочного материаловедения для Якутского института проблем Севера Сибирского отделения Академии наук СССР.
Научные исследования Бориса Сергеевича Касаткина касались разработки новых марок сталей для сварных конструкций, в частности малоуглеродистой стали для мостов, нефтяных сооружений, корпусов судов и технологии их сварки. Он разработал технологии производства высокопрочных сталей для экскаваторов и гидросооружений, а также теплостойких сложно легированных сталей для энергетики, атомного и химического машиностроения. Установил факторы, которые влияют на эксплуатационную надежность сварных конструкций; исследовал основы течения физико-химических процессов при формировании сварного соединения. Среди его учеников 4 доктора наук и 25 кандидатов наук.
Умер 5 декабря 1993 года в Киеве. Был похоронен на Байковом кладбище города (участок № 49а).

## Заслуги
- Был награждён орденами Трудового Красного Знамени и «Знак Почета», а также медалями.
- Лауреат премии имени Е. О. Патона АН УССР (1975) и Государственной премии УССР в области науки и техники (1979, в соавторстве[5], за создание серии паровых турбин единичной мощностью 500000 кВт (тип К-500-65/3000) для атомных электростанций).
- Удостоен Премии Совета Министров СССР (1981, 1986).[3]
- Заслуженный энергетик РСФСР, Заслуженный деятель науки и техники УССР (1991).